# Garrigues (Hérault)
Garrigues település Franciaországban, Hérault megyében. Lakosainak száma 232 fő (2022. január 1.). Garrigues Aspères, Carnas, Campagne és Galargues községekkel határos.

## Népesség
A település népességének változása:
| Lakosok száma | 99   | 88   | 80   | 149  | 171  | 174  | 177  | 207  | 222  | 232  |
|               | 1968 | 1982 | 1990 | 2006 | 2013 | 2015 | 2017 | 2019 | 2020 | 2022 |